# La cosa sulla soglia
La cosa sulla soglia (The Thing on the Doorstep) è un racconto horror scritto da Howard Phillips Lovecraft nel 1933 e appartenente al cosiddetto Ciclo di Cthulhu.

## Trama

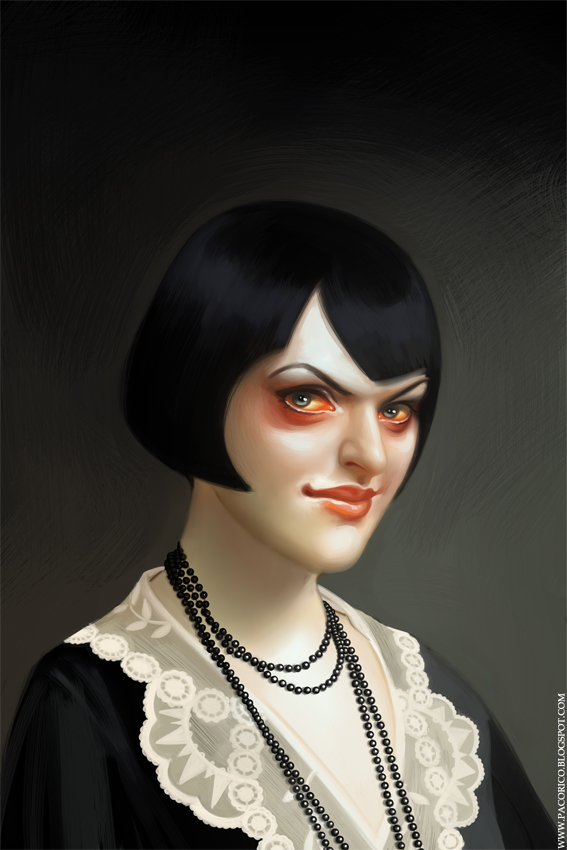
Asenath Waite (La cosa sulla soglia), illustrazione di Paco Rico Torres, copertina di Innsmouth Magazine nº 1-4, Innsmouth Free Press.

Il narratore, Daniel Upton, racconta della propria amicizia con Edward Derby, scrittore e appassionato dell'occulto. Derby si innamora di Asenath Waite, studentessa universitaria a cui sono attribuite capacità ipnotiche e di controllo della natura: essa è figlia del defunto Ephraim Waite, un uomo interessato alla magia e morto pazzo, vissuto della cittadina di Innsmouth su cui girano leggende sinistre. Edward e Asenath si sposano, ma cominciano ad accadere strani eventi: Derby sembra spesso sotto il controllo di una forza esterna e quando, nei momenti di lucidità, visita il suo amico, accenna a culti misteriosi e terrificanti.
Asenath scompare, ma la situazione precipita e Derby impazzisce. Andandolo a trovare in manicomio, Upton lo trova un giorno rinsavito ma completamente cambiato, ancora una volta sotto l'influsso della inspiegabile forza esterna, che nomina un "Capro dei Mille Cuccioli". 
Una sera, tre anni e mezzo dopo le nozze di Asenath ed Edward, Upton riceve una telefonata e poi la visita di uno sconosciuto che gli porge un biglietto, e viene a sapere la verità: Ephraim si dava alla magia oscura e per potere vivere in eterno aveva trasferito il proprio spirito nel corpo della figlia e viceversa; Asenath era in realtà posseduta dallo spirito del padre Ephraim, sopravvissuto così alla morte, e stava cercando di impadronirsi del corpo di Derby, perché sosteneva che una donna, nonostante tutta la buona volontà possibile, ha una mente troppo debole per un processo simile (Asenath all'università si dispiaceva di non essere nata uomo, per questo, ma a questo punto probabilmente era lo spirito di Ephraim a parlare per bocca di lei). Scoperto il retroscena e l'intento dello spirito di Ephraim, Derby aveva quindi ucciso la moglie e rinchiuso il corpo in casa, era stato internato ad Arkham nel frattempo, ma, anche dopo la morte, lo scambio si era verificato: lo spirito di Ephraim si era trasferito nel corpo di Derby che in quel momento era in manicomio, e quello di Derby nel corpo senza vita di Asenath. Lo sconosciuto, la "cosa sulla soglia" che è venuta a trovare Upton è proprio il cadavere di Asenath, in decomposizione avanzata e animato dall'ultimo barlume di vita di Edward Derby. Su richiesta dell'amico, Upton si precipita al manicomio, uccide a pistolettate l'essere malvagio che vive ormai nel corpo di Edward Derby e viene per questo arrestato.
Upton, che ha raccontato tutta la storia in forma di confessione, dice che la polizia sa la verità e che si ostina a negarla, e che il cadavere di Edward/Ephraim è ancora in ospedale per le autopsie. Nel finale, lasciato volutamente ambiguo, non è però chiarito se verrà cremato, come richiesto a Upton da Derby, per distruggere una volta per tutte il malvagio spirito di Ephraim, ed Upton non esclude che Ephraim abbia già avviato lo scambio con lui.

## Storia editoriale

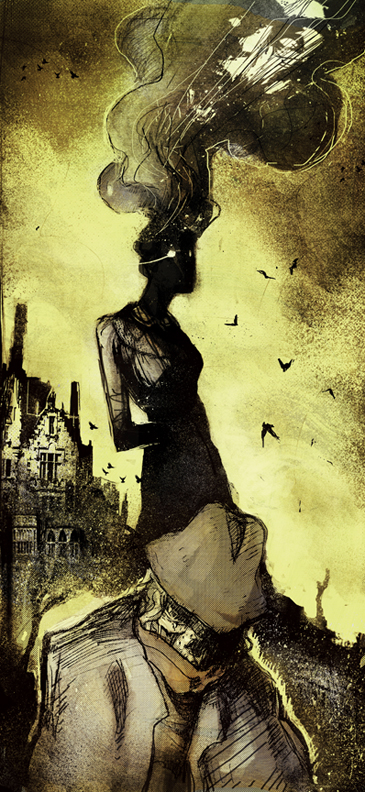
The Thing on the Doorstep, illustrazione di Alex Eckman-Lawn.

Nella sua pubblicazione sulla rivista Weird Tales, il racconto è stato accompagnato da un'illustrazione del disegnatore Virgil Finlay. In una lettera indirizzata a James F. Morton, del marzo 1937, l'autore di Providence scriverà:
“I liked the Finlay illustrations to my two tales—indeed, I believe Finlay is the best all-around artist Weird Tales has ever had. His drawing for the Doorstep (ndr. The Thing on the Doorstep) was really an imaginative masterpiece. Wright has generously presented me with the originals of both Haunter (ndr. The Haunter of the Dark) and Doorstep pictures—and they far transcend the mechanical reproductions.”
“Mi piacciono le illustrazioni di Finlay per le mie due storie - infatti, io credo che Finlay sia il miglior artista che il WT abbia mai avuto. Il suo disegno per Doorstep era realmente un capolavoro di immaginazione. Wright ha generosamente mostratomi le tavole originali sia di the Haunter che di Doorstep - e vanno ben oltre la meccanica riproduzione.”